# Wilhelm Schauseil
Wilhelm Schauseil (* 1. Januar 1834 in Düsseldorf; † 29. Oktober 1892 ebenda) war ein deutscher Pianist, Organist, Dirigent, Chorleiter und Komponist.

## Leben
Wilhelm Schauseil war ein Sohn des aus Sachsen gebürtigen Sängers und Militärmusikers Johann Gottlieb Schauseil (1804–1877). Sein Vater war Kapellmeister beim Infanterie-Regiment „Freiherr von Sparr“ (3. Westfälisches) Nr. 16 in Köln und Düsseldorf. Nach väterlichen Unterweisungen sowie Studien unter Julius Tausch studierte Wilhelm Schauseil ab 1852 Musik an der Rheinischen Musikschule in Köln. Dort waren Eduard Franck, Ferdinand Hiller und Carl Reinecke seine Lehrer für Klavierspiel und Komposition. Nach einigen Studienreisen, die ihn auch nach Amsterdam führten, ließ er sich 1858 in Düsseldorf nieder, wo er den Männergesangverein „Harmonie“ gründete, ab 1861 als Dirigent des städtischen Männergesangvereins wirkte und 1888 zum Königlichen Musikdirektor ernannt wurde. Musikhistorische Bedeutung hat er vor allem als Gründer und Leiter des Bachvereins Düsseldorf (1870). Außerdem dirigierte er den Singverein Rheydt (ab 1882) und den Gesangverein Neuss (ab 1872). Eine langjährige Freundschaft verband ihn mit Max Bruch. Schauseil starb im Alter von 58 Jahren an einer Lungenentzündung.
Wilhelm Schauseil blieb als Komponist mit lediglich wenigen Chorsätzen, Liedern und Klavierstücken eher unbekannt. Mehrfach spielte er als Pianist das Klavierkonzert fis-Moll op. 1 von Norbert Burgmüller, zuerst am 15. März 1860 in Bonn unter der Leitung von Albert Dietrich, erneut am 25. Oktober 1860 in Düsseldorf und nochmals am 16. Juni 1864 in Düsseldorf, beide Male unter Julius Tausch. Als Organist trat er 1875 auf dem Niederrheinischen Musikfest in der Düsseldorfer Tonhalle auf. Als 1884 Kaiser Wilhelm I. einem ihm zu Ehren arrangierten Festspiel des Künstlervereins Malkasten beiwohnte, oblagen Schauseil und Hugo Willemsen die musikalische Leitung. Für seine Verdienste erhielt er den preußischen Kronen-Orden 4. Klasse.

## Familie
Wilhelm Schauseil war mit der Pianistin Anna Maria Seil (* 10. März 1837 Köln; † 4. Januar 1893 Düsseldorf) verheiratet. Aus der Ehe ging die Sopranistin Wally Schauseil hervor, die als Konzertsängerin Bekanntheit erlangte.